# Wünsdorf
Ej att förväxla med staden Wunstorf i Region Hannover, Niedersachsen.
Wünsdorf är en ort i östra Tyskland, belägen i södra delen av Zossens stadskommun i Landkreis Teltow-Fläming i förbundslandet Brandenburg. Efter en kommunreform 2003 ingår orten som en stadsdel i Zossens stad.  Orten hade 6 202 invånare år 2005 och är känd för sin militärhistoria, då den nazityska Wehrmachts centrala stabsfunktioner, Oberkommando des Heeres och Oberkommando der Wehrmacht, låg i en bunkerstad här under andra världskriget. Orten var därefter fram till 1994 sovjetisk garnison, med sätet för den sovjetiska arméstaben i DDR.
Här finns fortfarande (2019) ett övergivet och muromgärdat sovjetiskt militärkomplex som en gång rymde 75 000 soldater.

## Geografi
Orten ligger omkring 43 kilometer söder om centrala Berlin och 6 kilometer söder om kommunens centralort, staden Zossen. Stadsdelen (Ortsteil Zossen-Wünsdorf) indelas i tre delar: den gamla byn Wünsdorf, området Waldstadt i norr där huvuddelen av de militära anläggningarna låg, samt byn Neuhof i söder.

## Historia

### Byn Wünsdorf
Namnet Wünsdorf har troligen västslaviskt ursprung, då ledet "wun" eller "wyn" syftar på vatten och läget vid Grosser Wünsdorfer See. 
Vid stranden av vattendraget som förbinder Grosser Wünsdorfer See och Kleiner Wünsdorfer See uppstod under medeltiden de båda bosättningarna Nächst-Wünsdorf och Fern-Wünsdorf ("närmre" och "bortre" Wünsdorf), omnämnda som "in den beyden dorffern wonsdorff" år 1501. Namnen på den förra förekommer i äldre källor som Wustdorf, Wusttorf (1346) och förvandlades med tiden till Nestwunstorff och Negst Wunsdorff (1583). Fern-Wünsdorf omnämns som ferren Wunstorf år 1430.
År 1545 omnämns byarna som tillhörande den tyskspråkiga delen av Zossens borglän (Herrschaft Zossen), med 13 Hufen mark vardera, 12 bönder inklusive fogden, 4 torp och fiskerättigheter.
Nächst-Wünsdorf hade redan 1583 en filialkyrka till Zossens kyrka, som även Fern-Wünsdorf tillhörde, båda under Zossens kronolän. Under trettioåriga kriget blev båda byarna i det närmaste ödelagda. Den första kända namngivna kyrkoherden, Andreas Hansche, verkade i orten från 1631 till 1639.  1652 meddelade den kringresande fiskalen att det i Nächst-Wünsdorf återstod åtta av byns bönder (Jochim Brößigk, Hanß och Adam Balcke, Christoff Fischer, Martin Theylicke, Michel Otto och Hanß Theyle); Gurge Schmolle från närbelägna Jachzenbrück) och två inflyttade torpare (Michel Zusche och Michel Boldenick) och i Fern-Wünsdorf återstod av två av byns bönder (Bartell Balcke och Andreaß Schultze), samt den inflyttade vicefogden Jacob Lieben, bonden Hanß Müller och tre torpare (Andreaß Henicke, Adam och Gurge Zusch). Först omkring 1655 återbefolkades de tolv övergivna bondgårdarna. Nächst-Wünsdorf fick en ny korsvirkeskyrka omkring 1662  då den gamla skadats svårt i kriget, men denna kyrkobyggnad revs 1743 då den var i svårt förfallet skick. I Nächst-Wünsdorf fanns en krog och en bysmedja belägen utanför byn. Julen 1744 invigdes den nya kyrkan, en rätvinklig konstruktion med indraget kor.
Under det följande årtiondet bosatte sig en predikant och en skolmästare, en byfogde med två Hufen land, elva småbrukare, två torp varav ett innehades av byns krögare, ett halvt och ett fjärdedels torp, två backstugusittare, en smed, en herde, två inneboende par och två ensamstående inneboende. I Fern-Wünsdorf bodde byfogden med två Hufen, elva småbrukare, två torpare med mindre åkermark, ett halvt torp, två backstugusittare, tre par husfolk och två inneboende par. Omkring 1801 hade Nächst-Wünsdorf en väderkvarn, och en befolkning på 163 invånare; i Fern-Wünsdorf bodde 111 personer.
I slutet av juni 1838 utbröt en storbrand i Fern-Wünsdorf som även spred sig till Nächst-Wünsdorf så att båda byarna så gott som fullständigt brann ned; kyrkan förstördes åter. Den dåvarande prosten Straube skrev 1840 till den kungliga regeringen i Potsdam och anhöll om medel till en ny kyrka. Grundstenen till den klassicistiska kyrkan lades 13 maj 1841 och redan 1843 kunde den nya kyrkan invigas. Befolkningen ökade kraftigt vid denna tid och båda byarna hade flera olika hantverkare. Kyrkan fick 1858 en fortfarande bevarad inhägnad som inhägnade den gamla kyrkogården, som var i bruk som begravningsplats fram till 1945. Idag återstår enstaka gravstenar. År 1860 hade byarna sammanlagt 283 invånare. Därutöver tillkom bosättningarna vid vattenkvarnen Wolziger Mühle och verksamheten Schlothorst med 18 invånare.
Genom kungligt dekret daterat 24 maj 1874 slogs byarna samman. Wünsdorf blev den största socknen i det dåvarande administrativa länet Kreis Teltow och omfattade 2800 morgen åkermark, 670 morgen ängsmark, 914 morgen betesmark och 1483 morgen skogsmark.
Fram till sekelskiftet 1900 kom befolkningen att mer än fördubblas. 1897 fick Wünsdorf en egen station på stambanan Dresdner Bahn som sammanband Berlin med Dresden. 1906 byggdes en excercisplats i orten och en infanteriskola inrättades, som medverkade till att många tjänstemän och hantverkare slog sig ned i orten. 

### Kejserlig garnisonsort 1910–1918
Redan sommaren 1877 inrättades ett skjutfält för den preussiska artilleriprövningskommissionen. År 1888 sammanbands skjutfältet med Jüterbogs skjutfält genom en experimentell smalspårig järnväg. Från maj 1897 ersattes den smalspåriga järnvägen med en förlängning av den preussiska militärjärnvägen från Kummersdorfs skjutfält till Jüterbogs militära järnvägsstation.
Under utvidgningen av Jüterbogs och Kummersdorfs övningsfält inkorporerades Zossen, Wünsdorf, Zehrensdorf och Töpchin från 1908, så att Zehrensdorfs befolkning förflyttades permanent. Från 1910 uppfördes många kaserner i Wünsdorf och övningsfält i skogen. 1912 fick orten ett telefon- och telegrafkontor och 1913 en infanteriskola. Genom första världskrigets utbrott 1914 drevs utvecklingen på och Wünsdorf blev säte för Reichswehrs högkvarter, samt den Kejserliga gymnastikanstalten som existerade från 1914 till 1945. 
I Wünsdorf uppfördes under första världskriget i juli 1915 den första moskén med en imam på Tyska kejsardömets territorium, med anledning av den militära alliansen mellan Osmanska riket och Axelmakterna. Imamen var utsänd av kalifen av Konstantinopel och i krigsfångelägret fängslades enbart muslimska fiendesoldater som genom uppförandet av moskén fortfarande kunde utöva sin tro. Byggnaden uppfördes på endast fem veckor, finansierades av den preussiska militären och försågs med en 25 meter hög minaret.

### Under mellankrigstiden 1918–1939
Det militära området behöll sitt användningsområde även efter krigsslutet. I gymnastikanstalten startades 1 oktober 1924 de första sportutbildningarna inom ramen för den nygrundade folksportrörelsen, som fram till 1933 genomfördes i hela riket. Från 1934 omvandlades gymnastikanstalten till Wünsdorfs militära idrottsskola som utbildade försvarets anställda inom elitidrott. I samband med Berlin-OS 1936 användes Wünsdorf som träningsanläggning för de tyska deltagarna, medan alla övriga deltagande nationers idrottare inkvarterades i den olympiska byn i Elstal väster om Berlin. 
Det uppfördes ytterligare kaserner, ett lasarett och ett stall i Wünsdorf. Områdets huvudbyggnad är idag och sedan den sovjetiska epoken känt som "Haus der Offiziere" och hela det gamla garnisonsområdet som "Lenin-Stadt".
Moskén i Wünsdorf nyttjades under mellankrigstiden en tid av Berlins muslimska församling, men förföll fort och revs redan 1925. Fånglägret använde Zehrensdorfs gamla bykyrkogård som begravningsplats, och här gravsattes även 206 indiska krigsfångar. I slutet av 1920-talet lät franska myndigheter hämta de franska krigsfångarnas kvarlevor från Wünsdorf till krigskyrkogårdarna vid Verdun och Langemark. Kyrkogården övergavs men användes temporärt åter under andra världskriget för att begrava de döda från bombanfall mot Wünsdorf. Därefter förföll begravningsplatsen. 1995 kom den sedermera att göras till kulturminnesmärke, på grund av sin unika interkonfessionella historia. Under perioden 2002 till 2005 skedde återställningsarbeten vid begravningsplatsen, som 2005 återinvigdes som Zehrensdorf Indian Cemetery.
Efter krigsslutet 1918 användes fånglägret temporärt som flyktingbostäder för tyska flyktingar från Elsass-Lothringen och Polen. Kasernområdet användes från januari 1919 till april 1920 av den Lützowska frikåren.
Under 1920-talet hade Wünsdorf omkring 1 300 invånare. Dessutom tillkom de där stationerade soldaterna. I samband med Rapallofördraget kom Reichswehr att under en period att inleda ett samarbete med Röda armén, och i orten uppfördes en rysk-ortodox kyrka.
Genom NSDAP:s maktövertagande 1933 kom Wünsdorf att bli ett centrum för utveckling av motoriserade förband, särskilt pansartrupperna. Redan 1931 förlades ett första motoriserat förband inom Reichswehr till Wünsdorf men efter 1933 utökades de militära anläggningarna kraftigt. 1933 skapades här det som kom att bli Wehrmachts första pansarförband, 1935 den tredje pansardivisionen och samma år inrättades även arméns fordonsskola. I mars 1935 flyttades det tyska arméhögkvarteret Oberkommando des Heeres (OKH) hit; hela Wehrmachts högkvarter, Oberkommando der Wehrmacht (OKW) tillkom 1938. För att inkvartera de anhöriga och civila anställda, började man uppföra ett bostadsområde i skogen norr om staden. Detta var under den sovjetiska epoken känt som den tredje militärstaden, idag är det tillgängligt och känt under namnet "Bücher- und Bunkerstadt Wünsdorf".
De befintliga militära idrottsanläggningarna användes 1936 för den tyska truppens träning inför Berlin-OS, och samma år inrättades den militära badanstalten, sedermera ombyggd av sovjetarmén.
1937 påbörjades arbetena för de bombsäkra och delvis underjordiska bunkeranläggningarna Maybach I och Maybach II, den toppmoderna kommunikationscentralen Zeppelin och ett 20-tal luftskyddsbunkrar mot bombangrepp. Bunkrarnas överjordiska delar kamouflerades som ett bostadsområde i lantlig stil. Arbetena på Maybach I avslutades 1939 och den upp till 20 meter djupa bunkeranläggningen togs i drift.

### Under andra världskriget 1939–1945
Dagarna före den tyska invasionen av Polen 1939 förlades OKH:s högkvarter till bunkeranläggningen Maybach I. Maybach II, färdigställd i början av sommaren 1940, inrymde OKW:s högkvarter. Fram till april 1945 användes Zeppelinbunkern, med kodnamn "Amt 500", som en av de största kommunikationscentralerna under hela kriget, med ansvar för de tyska trupperna i hela Europa. Efter att bombangreppen mot Berlin intensifierats från 1943 kom ytterligare funktioner att flyttas från Berlin till Wünsdorf, bland annat delar av Heereswaffenamt och ytterligare funktioner inom OKH.
Efter de första inledande bombningarna 1945 angreps Wünsdorf samma år den 15 mars av det tredje och svåraste bombanfallet från det amerikanska Eighth Air Force, med över 580 flygplan. Vid bombanfallet omkom 120 människor och många hus skadades eller förstördes helt. Den 20 april ockuperades Wünsdorf av Röda armén, i stort sett utan tyskt motstånd. Ledningsstaben för den sovjetiska marskalken Zjukov upprättade sitt högkvarter i Wünsdorf för slaget om Berlin. 

### Sovjetisk garnisonsstad 1945–1994
Vjunsdorf (Вюнсдорф), som orten kallades av rysktalande, förblev genom Zjukovs val av högkvarter även efter krigsslutet militariserat. Orten blev nu centrum för Överkommandot för de sovjetiska stridskrafterna i Tyskland (GSSD) (från juni 1989 betecknat Armégrupp väst). Wünsdorfs järnvägsstation hade en separat del för de sovjetiska trupptransporterna och var en av de allierades fyra särskilda järnvägsstationer, tillsammans med Berlin-Lichterfelde West för de amerikanska trupperna, Berlin-Tegel för de franska trupperna och Berlin-Charlottenburg för de brittiska trupperna. Fram till 1994 avgick ett dagligt direkttåg till Moskva.
Enligt Potsdamöverenskommelsen sprängdes bunkeranläggningarna och huvuddelen av luftskyddsvärnen 1947 efter att den tekniska utrustningen först monterats ned, för att göra dem obrukbara för vidare militär användning. Vid Zeppelinbunkern förstördes endast det västra entréområdet, men huvuddelen av konstruktionen förblev intakt. I mars 1953 påbörjades den civila utrymningen av området öster om järnvägen, med bostäder, postkontoret, apoteket, sparbanken och butiker. Den tidigare Reichsstrasse 96 spärrades för genomfartstrafik genom orten. Omkring 800 invånare förflyttades och 30 000 sovjetiska soldater stationerades här.
Wünsdorfs invånare grundade 1955 sitt första kollektivjordbruk på den återstående civila marken, med 10 medlemmar som förfogade över 31 hektar. 1961 slogs kollektivjordbruken "Deutsch-Sowjetische Freundschaft" och "Heimatliebe" samman. Samma år grundades plåtslagarkooperativet i orten som tillsammans med skogsförvaltningen utgjorde ortens största civila arbetsgivare fram till Tysklands återförening 1990.
Under den översta befälhavaren marskalk Ivan Konev organiserades det sovjetiska pansarskyddet i samband med uppförandet av Berlinmuren 1961. För att garantera Östtysklands luftrum grundades 1974 huvudcentral 14, där det sovjetiska kommandot samarbetade med NVA-officerare, efter 1990 ersatta av officerare från Bundesluftwaffe. Den sextonde sovjetiska luftarmén, med kodnamn RANET respektive WIMPEL, förlades 1977 till Wünsdorf. Som kommandocentral för RANET fungerade den tidigare Zeppelinbunkern, som reparerades för ändamålet och försågs med pansardörrar och luftslussar.
Förutom ortens omkring 2 700 invånare levde under den sovjetiska epokens höjdpunkt omkring 50 000 till 75 000 sovjetiska militärer och anhöriga i Wünsdorf. För östtyska medborgare var området förbjudet för tillträde. Innanför det inhägnade och kringmurade området befann sig ett stort antal sovjetiska samhällsfunktioner som förskolor, skolor, idrottsplatser, badhus och butiker.
1994 lämnade de sovjetiska trupperna slutligen Wünsdorf. De efterlämnade en garnisonsstad som tömts på människor och en 260 hektar stor yta med spår av ammunition. Stora mängder ammunition och vapendelar röjdes bort. 45 000 kubikmeter byggavfall och grovsopor transporterades bort, samt tonvis med kemikalier, oljerester, färger, däck, batterier samt asbesthaltigt avfall.

### Efter militärepoken
Redan 1992 inledde förbundslandet Brandenburgs utvecklingsbolag för stadsbyggnad, bostäder och trafik processen för att förbereda användandet efter demilitariseringen, som skedde 1994. Huvuduppgiften var att utveckla ett politiskt bostadskoncept för Wünsdorf. 23 juni 1995 bildades Entwicklungsgesellschaft Waldstadt Wünsdorf/Zehrensdorf (EWZ) som dotterbolag till utvecklingsbolaget, Wünsdorfs kommun och Landkreis Teltow-Fläming, för att genomföra en ombyggnad av kasernområdet till bostäder som en modell för hur man kan hantera det militära arvet. EWZ förvärvade ytor i Wünsdorf för exploatering och försäljning. Wünsdorfs och Waldstadts kommuner var själva för små för att kunna genomföra ett sådant storprojekt. Ett koncept för att utveckla ortens stadsmiljö fram till 2005 utarbetades. EWZ:s lokalkontor i Wünsdorf lades ned 2001, men den långsiktiga omställningen av området till civilt bruk fortsätter..
Redan 1992 grundades konstnärskollektivet Töpchin på det gamla exercisområdet. Konstnärer som Andreas Theurer, Harald Müller, Susanne Specht, Yoshimi Hashimoto, Sieghard Auer och Ralf Sander grundade här en kulturell ö i ortens tidigare hemliga filmarkiv. I de tomma kasernbyggnaderna organiserades 1995 utställningen "Geisterstadt Geistesstatt" av Manfred Sieloff och Töpchinkollektivet.
I de övergivna stabsbyggnaderna har många myndigheter inhysts, bland annat Brandenburgs myndighet för reglering av offentliga förmögenhetsfrågor, Brandenburgs antikvariska myndighet och det arkeologiska delstatsmuseet. De tidigare kasernbyggnaderna är till största delen ombyggda till bostäder, på röjda ytor uppstod villaområden och det har startats lokala butiker, en grundskola samt förskolor. Dessa utgör idag kommundelen Waldstadt.

## Kultur och sevärdheter
- Bücherstadt Wünsdorf, en "bokstad" med flera antikvariat som samarbetar, efter en ursprunglig modell från Hay-on-Wye i Wales.
- Bunkermuseet
- Resterna av de nazityska och sovjetiska bunkeranläggningarna.  Delar av dessa är tillgängliga med guidade turer.
- Minnesmärket över första moskén i Tyskland (1915–1930)[2]

## Kommunikationer
Wünsdorf ligger vid Bundesstrasse 96 strax söder om kommunens centralort Zossen. Orten har även en järnvägsstation, Bahnhof Wünsdorf-Waldstadt, som trafikeras av regionaltåg på sträckan Elsterwerda – Berlin – Angermünde – Stralsund/Schwedt.